# Julius Nyerere
Julius Kambarage Nyerere (ur. 13 kwietnia 1922 w Butiamie, zm. 14 października 1999 w Londynie) – polityk tanzański, w latach 1964–1985 prezydent Tanzanii, a wcześniej prezydent Tanganiki w latach 1962–1964. Twórca państwa tanzańskiego, ideolog koncepcji afrykańskiego socjalizmu, Sługa Boży Kościoła katolickiego.

## Życiorys

### Wczesne życie i działalność niepodległościowa
Urodził się w Butiamie w ówczesnej Tanganice. Był synem wodza niewielkiej grupy etnicznej Zanaki. Naukę rozpoczął w wieku dwunastu lat, trafił wtedy do szkoły podstawowej w Musomie. Edukację od 1937 roku kontynuował w Tabora Secondary School, a następnie w Uniwersytecie Makarere w ugandyjskiej Kampali. W 1943 roku został ochrzczony w Kościele katolickim i przyjął chrześcijańskie imię. W 1947 roku otrzymał dyplom nauczyciela. Uczył w kilku kościelnych szkołach. W 1949 roku dzięki rządowemu stypendium udał się na studia na Uniwersytecie w Edynburgu. Był on pierwszym studentem brytyjskiego uniwersytetu pochodzącym z Tanganiki. W Edynburgu spotkał się z ideami Towarzystwa Fabiańskiego i zaczął rozwijać łączenia socjalizmu z afrykańskimi ideami kolektywistycznymi.
W 1952 roku zdobył tytuł magistra z zakresu ekonomii i historii, po czym powrócił do Tanganiki, gdzie kontynuował karierę nauczyciela. W trakcie pracy zaangażował się w politykę. Dołączył do Afrykańskiego Towarzystwa Tanganiki, którego prezesem został w 1953 roku. W 1954 roku przekształcił organizację w Afrykański Narodowy Związek Tanganiki. Pod przewodnictwem Nyerere, organizacja forsowała pokojowe metody walki o niepodległość, postulowała również harmonię rasową, równość społeczną, odrzucenie plemienności i wszelkich form dyskryminacji rasowej czy etnicznej. W 1955 i 1956 roku wygłosił przemowy przez zgromadzeniem ONZ w Nowym Jorku. Administracja brytyjska odrzucała jego niepodległościowe żądania, jednak Nyerere stał się dzięki nim rozpoznawalny i został najbardziej wybitnym politykiem niepodległościowym Tanganiki.

### Po uzyskaniu niepodległości

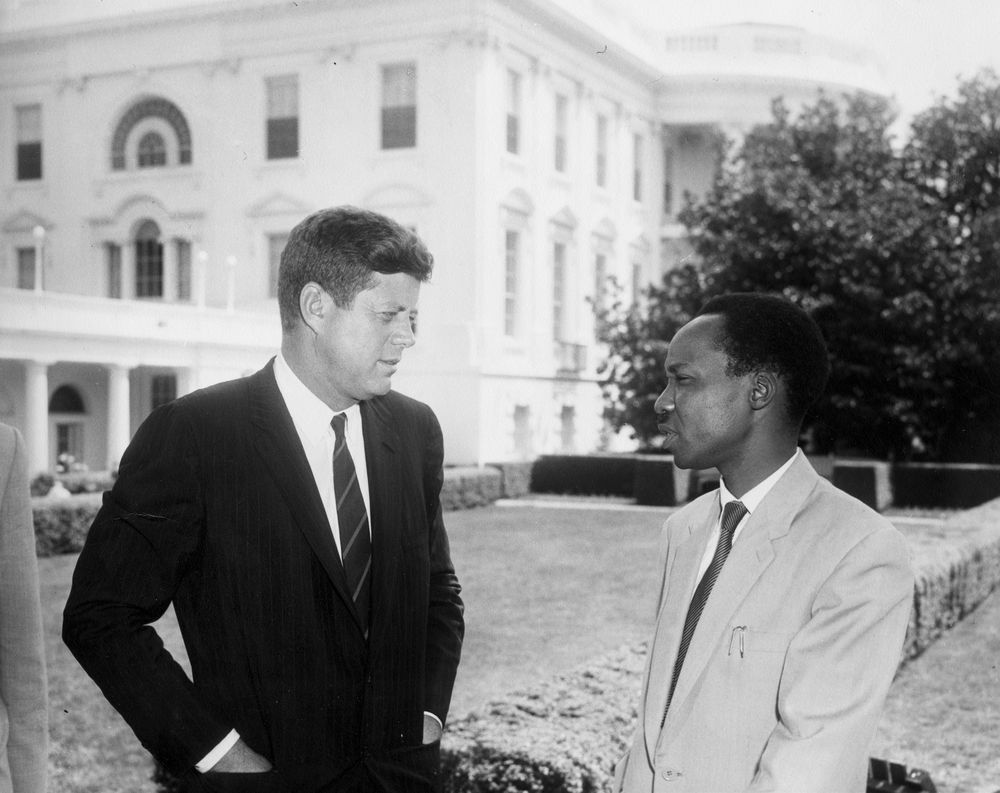
Julius Nyerere i prezydent USA John F. Kennedy w 1963 roku

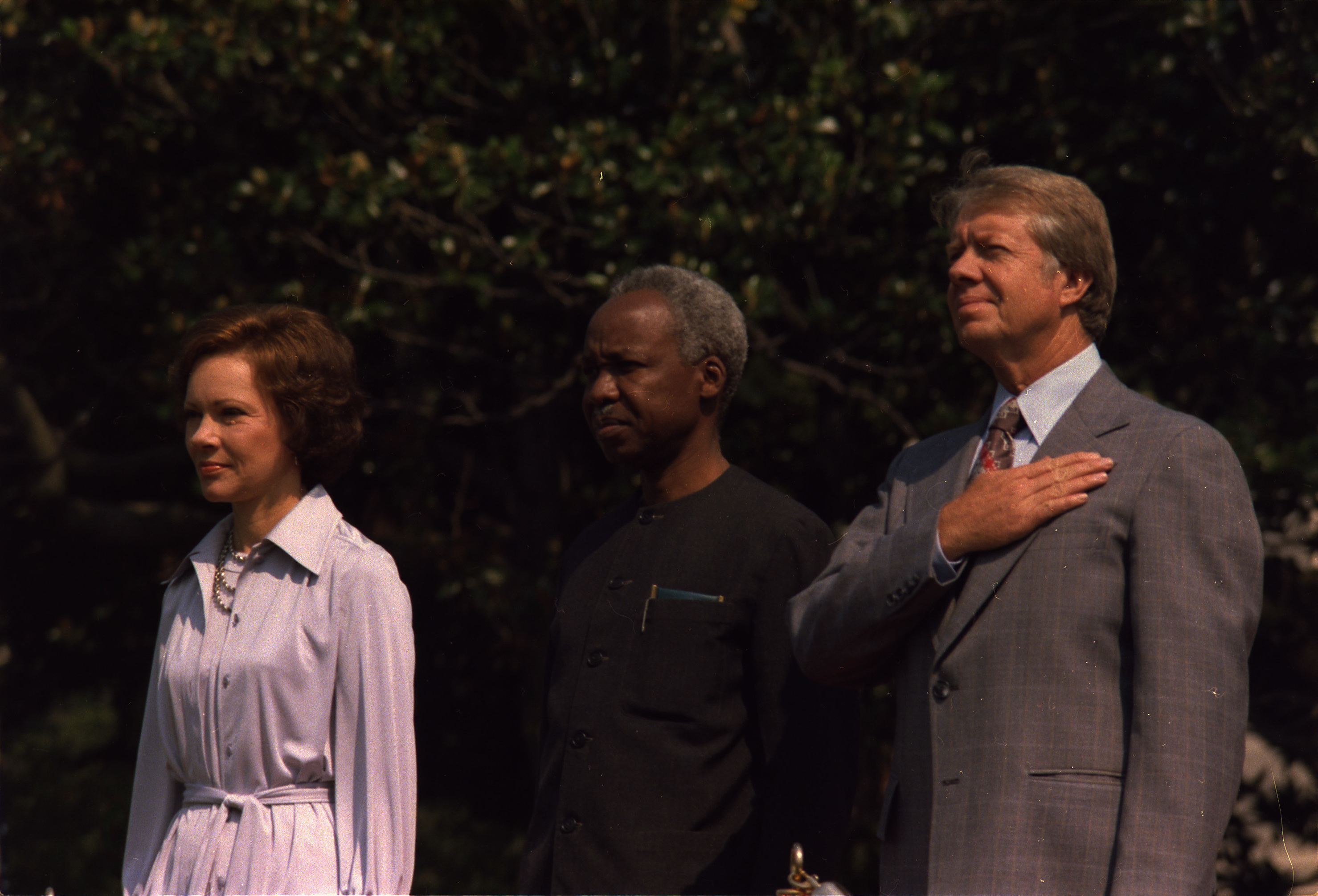
Julius Nyerere z prezydentem USA Jimmym Carterem i pierwszą damą Rosalynn Carter, w Waszyngtonie 1977 roku

Administracja brytyjska mianowała go członkiem Rady Legislacyjnej Tanganiki. Zrezygnował z uczestnictwa w niej w 1957 roku w proteście przeciwko spowolnieniu procesu niepodległościowego. W wyborach w 1958–59 jego ugrupowanie zdobyło dużą liczbę miejsc w Radzie Legislacyjnej. W kolejnych wyborach w sierpniu 1960 roku, jego organizacja zdobyła 70 z 71 miejsc w Zgromadzeniu Ustawodawczym Tanganiki. We wrześniu 1960 roku Tanganika uzyskała samorząd, a Nyerere został premierem. Niepodległość kraju została nadana przez Brytyjczyków 9 grudnia 1961 roku, Nyerere pozostał na stanowisku premiera. Ze stanowiska zrezygnował już w następnym miesiącu. Czas poświęcił na pisanie prac na temat jedności afrykańskiej i ustroju. Jego najważniejszą pracą był dokument o nazwie Ujamaa – podstawa afrykańskiego socjalizmu, w którym przedstawił zarys swojej ideologii politycznej. W 1962 roku, gdy Tanganika stała się republiką, został wybrany na prezydenta.
W 1964 roku doprowadził do zjednoczenia Tanganiki i Zanzibaru. Na skutek zjednoczenia doszło do utworzenia Tanzanii, w której to równocześnie został prezydentem i premierem. Od 1977 roku pozostawał również liderem rządzącej Partii Rewolucji powstałej na skutek połączenia Afrykańskiego Narodowego Związku Tanganiki i Partii Afroszyrazyjskiej z Zanzibaru. Od chwili utworzenia partii Tanzania pozostawała państwem jednopartyjnym.
W 1967 roku proklamowano Deklarację z Arushy, która opierała się na opracowanej przez niego zasadzie ujamaa. W deklaracji rząd zapowiedział budowę egalitarnego społeczeństwa socjalistycznego. W ramach realizacji tej koncepcji, Nyerere przeprowadził proces kolektywizacji wsi, budowy wiosek socjalistycznych czy nacjonalizacji (banków, towarzystw ubezpieczeniowych, większych przedsiębiorstw handlowych i przemysłowych, należących głównie do kapitału zagranicznego). Reformom towarzyszyły masowe kampanie nauki czytania i pisania. Celem tych działań miało być doprowadzenie do ekonomicznej samowystarczalności.
Jako jeden z rzeczników ruchu panafrykańskiego, był w 1963 roku jednym z założycieli Organizacji Jedności Afrykańskiej. Uczestnik koalicji tzw. afrykańskich państw frontowych, które popierały obalenie rządów białej mniejszości w Rodezji (obecne Zimbabwe), RPA i Namibii. W trakcie wojny rodezyjskiej armia tanzańska szkoliła żołnierzy Afrykańskiej Armii Narodowego Wyzwolenia Zimbabwe, a Nyerere osobiście próbował skłonić organizacje zimbabweńskiego ruchu oporu do zawarcia ze sobą sojuszu, organizując spotkanie z Joshuą Nkomo i Robertem Mugabe. Gościł na terenie kraju przedstawicieli Afrykańskiego Kongresu Narodowego. W trakcie angolskiej wojny o niepodległość Tanzania wsparła Ludowy Ruch Wyzwolenia Angoli (MPLA), a poparcie dla tegoż ruchu kontynuowała w okresie wojny domowej w tymże kraju. MPLA dzięki wstawiennictwu Nyerere, uzyskało też wsparcie w Chinach, które udzielały pomocy MPLA do 1973 roku (potem rozpoczęły wspieranie konkurencyjnej FNLA). Podobną politykę Tanzania prowadziła w Mozambiku, gdzie w trakcie wojny o niepodległość zaopatrywała Front Wyzwolenia Mozambiku, a następnie kontynuowała poparcie dla grupy w trakcie wojny domowej. W 1977 roku prezydent wsparł zamach stanu na Seszelach, w wyniku którego obalono prezydenta Jamesa Manchama.
W 1978 roku doszło do wybuchu wojny z sąsiednią Ugandą. Spór państw rozpoczął się w 1971 roku, gdy w Ugandzie doszło do zamachu stanu, w którym armia na czele z Idi Aminem obaliła prezydenta Miltona Obote. Nyerere zaoferował azyl polityczny obalonemu prezydentowi. Do byłego prezydenta dołączyło 20 tys. osób prześladowanych przez juntę z powodów politycznych. Rok później grupa uchodźców przy wsparciu Tanzanii próbowała bezskutecznie obalić Amina. Junta oskarżyła Nyerere o przygotowanie zamachu, a dodatkowo zaczęła wspierać wrogów politycznych urzędującego prezydenta Tanzanii. Gdy Mustafa Adrisi, wiceprezydent Ugandy został ranny w podejrzanym wypadku samochodowym w 1978 roku, żołnierze lojalni wobec Adrisiego zbuntowali się, a część z nich przekroczyła granicę Tanzanii, gdzie znalazła schronienie – spowodowało to bezpośrednią interwencję wojsk ugandyjskich przeciw Tanzanii. Konsekwencją przegranej przez Ugandę wojny był upadek junty ugandyjskiej i powrót do władzy Obote w 1980 roku.
Choć był przyjmowany przez rodaków entuzjastycznie i konsekwentnie wspierany przez państwa Europy Zachodniej, jego polityka nie przyczyniła się do pobudzenia gospodarki. W chwili ustąpienia Nyerere z urzędu w 1985 roku, Tanzania w dalszej mierze pozostawała krajem ubogim, niemniej jednak prezydentowi udało się osiągnąć jedne z najwyższych wskaźników alfabetyzacji w Afryce, wyeliminować nierówności oraz zapewnić stabilność polityczną. Po ustąpieniu z urzędu prezydenta, pozostawał przewodniczącym Partii Rewolucji. Z funkcji zrezygnował w 1990 roku. Od tamtej pory nie angażował się politycznie, pełnił funkcję męża stanu i regularnie uczestniczył jako arbiter w rozwiązywaniu międzynarodowych kryzysów (m.in. w Burundi i Rwandzie). Zmarł 14 października 1999 roku, Benjamin Mkapa, ówczesny prezydent Tanzanii, ogłosił śmierć Nyerere w telewizji państwowej, a także ogłosił 30-dniowy okres żałoby narodowej, zamknięto szkoły i urzędy, odwołano szereg wydarzeń rozrywkowo-kulturalnych, a tanzańskie radio państwowe, odtwarzało muzykę pogrzebową, podczas gdy w telewizji emitowano programy z jego udziałem, a żałobę narodową ogłoszono także w kilku państwach m.in. w Rwandzie (10 dni), Mozambiku (7 dni), Zambii (4 dni), Kenii (4 dni) i Gabonie (2 dni).

### Proces beatyfikacyjny
W 2006 Watykan ogłosił początek procesu beatyfikacyjnego Nyerere. Zmarły prezydent był człowiekiem głęboko wierzącym i codziennym uczestnikiem mszy świętych.